# Chervony Yar
Cjervonyj Jar  (ucraniano: Червоний Яр) es una localidad del Raión de Izmail en el Óblast de Odesa de Ucrania. Según el censo de 2001, tiene una población de 805 habitantes.